# Jack Markle
John „Jack” Markle (Kanada, Ontario, Thessalon, 1907. május 15. – 1956. június 25.) kanadai profi jégkorongozó.

## Karrier
Komolyabb junior karrierjét az Ontario Hockey Associationban kezdte 1923-ban. 1927-ig játszott az Owen Sound Jr. Greysben és közben rövid ideig A CAHS-es Owen Sound Collegiate-ben is játszott. Felnőtt pályafutását a Canadian Professional Hockey League-ben kezdte 1927-ben a London Panthersben, majd a következő évben a Hamilton Tigersbe szerződött. Ez a liga csak 1929-ig létezett, ezért a Tigers átkerült az International Hockey League-be. Végül 1930 és 1940 között az előbb IHL-es, majd American Hockey League-es Syracuse Starsban játszott és innen vonult vissza. 1937-ben Calder-kupa-győztesek lettek. 1936-ban 8 mérkőzésen játszhatott a National Hockey League-ben a Toronto Maple Leafs csapatában.

## Sikerei, díjai
- IHL Első All Star Csapat: 1936
- Calder-kupa: 1937
- AHL Második All Star Csapat: 1938